# Sphecodes cristatus
Sphecodes cristatus (лат.) — вид одиночных пчёл из рода Sphecodes (триба Halictini, семейство Halictidae).

## Распространение
Северная Евразия. Южная и центральная Европа. Кавказ, Россия, Турция, Казахстан, Монголия, Китай, Центральная Азия, Северная Африка.

## Описание
Длина тела самок 6,0—8,0 мм (самцы 7,0—10,0 мм). Общая окраска головы и груди чёрная; брюшко в основном красное (T1-T5). Отличается резким продольным килем на верхней части головы и более развитыми тилоидами самцов. Слабо опушенные насекомые, тело почти голое. Самцы: клипеус чёрный, лицо с белым опушением ниже усиковых торули, вентральная поверхность члеников жгутика обычно несёт отчётливую зону сенсилл (тилоиды). Самки: лабрум с широким апикальным выступом без продольного валика; метабазитибиальная пластинка отсутствует; задние голени без корзиночки. Клептопаразиты других видов пчёл, в том числе, Halictus subauratus, Halictus leucaheneus, Halictus seladonius, Halictus confusus, Halictus subauratus, Lasioglossum nigripes.